# Ричардс, Дужуан
Дужуа́н Оди́л Ри́чардс (англ. Dujuan Odile Richards; родился 10 ноября 2005) — ямайский футболист, нападающий английского клуба «Челси» и национальной сборной Ямайки.

## Клубная карьера
Воспитанник ямайского клуба «Финикс Академи», 11 марта 2023 года Ричардс подписал контракт с «Челси». 24 июня 2023 года клуб «Челси» полностью завершил переход Ричардса, который присоединился к английскому клубу 10 ноября 2023 года, после своего 18-летия.

## Карьера в сборной
11 марта 2023 года дебютировал за сборную Ямайки в товарищеском матче против Тринидада и Тобаго.